# Llenguatge controlat
Un llenguatge controlat o llenguatge documental és un tipus especial de llenguatge natural al qual s'utilitza un vocabulari restringit i construccions gramaticals considerades simples, per tal de reduir ambigüitats i complexitat.
S'utilitza per la difusió de contingut a grans audiències, especialment aquelles que no tenen un coneixement avançat de la llengua base. També s'utilitzen per facilitar traduccions automàtiques de documentació.
N'hi ha de dos tipus:
- Llenguatges tècnics o simplificats, creats per millorar-ne la lectura a lectors humans (per exemple per parlants no natius).
- Llenguatges lògics que permeten una anàlisi semàntica automàtica, és a dir, estan pensats per facilitar-ne la lectura a un ordinador.[2]

Els llenguatges documentals lògics utilitzen un sistema artificial de signes normalitzats i són especialment útils en l'emmagatzematge de catàlegs o bases de dades, i en eines de cerca automatitzada. Per aquest motiu, és el llenguatge recomanat per buscar fonts i documents allotjats al fer una cerca bibliogràfica o d'estat de l'art en treballs d'investigació.

## Restriccions del llenguatge controlat
El llenguatge controlat, especialment de tipus tècnic, segueix una sèrie de restriccions bàsiques:
- Frases curtes, preferiblement sense subordinades.
- Evitar l'ús de pronoms.
- Evitar paraules amb moltes acceptacions, i que per tant resultin ambígües.
- Utilitzar només paraules aprovades per un diccionari.
- Utilitzar la veu gramatical activa.